# Amt Kappeln-Land
La comunità amministrativa di Kappeln-Land (Amt Kappeln-Land) si trova nel circondario di Schleswig-Flensburgo nello Schleswig-Holstein, in Germania.

## Suddivisione
Comprende 4 comuni:
1. Arnis, (città) (268)
2. Grödersby (213)
3. Oersberg (298)
4. Rabenkirchen-Faulück (632)

Il capoluogo è Kappeln, esterna al territorio della comunità amministrativa.
(Tra parentesi i dati della popolazione al 31 dicembre 2021)